# Сречко Лисинаць
Сречко Лисинаць (іноді Сречко Лісінац, серб. Срећко Лисинац; нар. 17 травня 1992) — сербський волейболіст, що грає на позиції центрального блокувальника (першого темпу) за польський клуб «Про́єкт» (Варшава) і національну збірну. Чемпіон Європи 2019.

## Життєпис
Грав у клубах «Рибниця» (Кралево, 2009–2012), «Вкрент-мет АЗС Ченстохова» (2012–2013), «Берлін Рециклінг Воллейс» (2013–2014), «Скра» (Белхатів, 2014–2018), «Ітас Трентіно» (Тренто, 2018—2023). 
У липні 2023 року на сайті Плюс Ліги повідомили, що із сезону 2023–2024 Сречко гратиме у ««Проєкті» (Варшава). Однак ще до початку нового сезону гравець отримав травму, як і  ще один центральний блокувальник команди поляк Пйотр Новаковський.
Одноклубник і колега за амплуа гравця збірної України Юрія Семенюка.
Розмовляє польською мовою.
Його дружиною є серська волейболістка Стефана Велькович.

### Досягнення
Клубні
- клубний чемпіон світу 2019,
- чемпіон Польщі 2018,
- чемпіон Італії 2023,
- володар Кубка Польщі 2016,
- володар Суперкубка Польщі 2015, 2018,
- неодноразовий призер різних змагань[10].

Зі збірною
- чемпіон Європи 2019,
- переможець Світової ліги 2016[10].

Особисті
- найкращий блокувальник: Ліги чемпіонів ЄКВ 2020—2021, Кубків Польщі 2015—2016, 2017—2018[11]